# Dead Birds
Pour plus de détails, voir Fiche technique et Distribution.
Dead Birds est un film américain réalisé par Alex Turner, sorti en 2004.

## Synopsis
Un gang de voleurs qui viennent de braquer une banque vont aller se réfugier dans une maison abandonnée et s'y cacher. Mais il se pourrait bien que ce soit la maison des horreurs...

## Fiche technique
- Titre : Dead Birds
- Réalisation : Alex Turner
- Scénario : Simon Barrett (en)
- Production : David Hillary, Timothy Wayne Peternel, Ash R. Shah, Simon Barrett (en), Jim Busfield, Isaiah Washington, Barry Brooker et Sundip R. Shah
- Sociétés de production : Dead Birds Films et Silver Nitrate Pictures
- Musique : Peter Lopez
- Photographie : Steve Yedlin
- Montage : Brian Anton
- Décors : Leslie Keel
- Costumes : Michael T. Boyd (en)
- Pays d'origine : États-Unis
- Format : Couleurs - 1,85:1 - Dolby Digital - 35 mm
- Genre : Horreur
- Durée : 91 minutes
- Dates de sortie : 13 septembre 2004 (festival de Toronto), 15 mars 2005 (sortie vidéo États-Unis), 10 mai 2005 (sortie vidéo France)

## Distribution
- Henry Thomas : William
- Nicki Aycox : Annabelle
- Isaiah Washington : Todd
- Michael Shannon : Clyde
- Patrick Fugit : Sam
- Mark Boone Junior : Joseph
- Muse Watson : le père

## Autour du film
- Le tournage s'est déroulé de septembre à octobre 2003 à Mobile, en Alabama.
- Pour les scènes de ville, la production a réutilisé les décors du Big Fish de Tim Burton.